# Southwest Alaska
Southwest Alaska eller Det sydvestlige Alaska er en region i den amerikanske delstat Alaska. Området er ikke nøjagtigt defineret af nogen statslig administrativ region(er); den har heller ikke altid en klar geografisk grænse.

## Geografi
Det sydvestlige Alaska omfatter et stort, komplekst og relativt ukendt terræn. Det er over 800 km fra den vestlige kyst af Beringshavet til Cook Inlet. Selvom meget af regionen er kystnær, omfatter den også titusindvis af kvadratkilometer af indre boreale skove, sumpe og højland, og den enorme bjergbarriere i det sydlige Alaska/Aleutian Range. Aleutiankæden er  en del af Ring of Fire, omfatter mange af Alaskas vulkaner, herunder Mount Katmai, Novarupta og Valley of Ten Thousand Smokes, Mount Redoubt, Mount Iliamna og Augustine Volcano.
Southwest Alaska omfatter groft sagt fra vest til øst: Pribilof-øerne, Nunivak-øen og andre øer i Beringshavet, ligger vest for Alaska-kysten og øst for den russiske kyst; det enorme kombinerede delta af Yukon-floden og Kuskokwim-floden; et stort indre højland, inklusive de nedre og midterste Kuskokwim-udløb; hele afvandingsområde ud til Goodnews Bay og Bristol Bay og andre dele af den sydlige kyst, inklusive bjergkæder og store indre søer, herunder Wood-Tikchik Lakes, Lake Iliamna og Lake Clark; de vestlige højder af Alaska Range, og dens fortsættelse sydpå som Aleutian Range langs Alaska-halvøen og Aleutian Islands. Kodiak-øgruppen, i Stillehavet øst for Alaska-halvøen, er den mest østlige del af det sydvestlige Alaska.
Southwest Alaska består omtrent af Aleutians East, Bristol Bay, Kodiak Island, Lake og Peninsula boroughs, plus den del af Kenai Peninsula Borough, der ligger vest for Cook Inlet; sammen med Aleutians West, Bethel, Dillingham og Kusilvak folketællingsområderne. Disse områder har et samlet areal på  442.190 km2, lidt større end Californien.

## Geologi
Vulkanudbrud og bjergrejsning er aktive langs Ring of Fire, mens lavafelter i det vestlige Alaska kun er nogle få tusinde år gamle. Ind imellem ligger en ufuldstændig række af klipper fra så gamle som 2,07 Ga år (2,07 mia. år) til Holocæn. En sekvens af kontinentale fragmenter, havbunds- og ø-buer, rev, samlet af pladetektonik, danner den proterozoiske, palæozoiske og mesozoiske bund for nyere mesozoiske og cenozoiske klipper aflejret oven på og trængt ind i dem.

## Demografi
Det sydvestlige Alaska havde en befolkning på 53.349 ved folketællingen i 2000, mindre end en tiendedel af Alaskas indbyggere. Befolkningen er for en stor del indfødte i Alaska, hvor 58,1% identificerede sig som helt eller delvist "indianer" i folketællingen i 2000. Omkring 121 byer og landsbyer, generelt langt fra hinanden og med indbyggere i hundredvis, findes i regionen.
Det sydvestlige Alaska kan anses for at være de områder, der er tildelt 4 af de 12 jordbesiddende Alaska Native Corporations i 1971 til udvælgelse af jord og til virksomhedsorganisering af landsbyer under ANCSA.

## Økonomi
Jorden i det sydvestlige Alaska ejes og forvaltes hovedsageligt af den føderale regering, staten Alaska og Alaska Native Regional Corporations, herunder Calista, Cook Inlet, Bristol Bay, Aleut og Koniag. Der er lidt privat jord, bortset fra det, der ejes af de indfødte selskaber. Økonomien er baseret på ressourceudvinding, underhold og offentlige udgifter.

## Dyreliv
Det sydvestlige Alaska er et af de rigeste lakseområder i verden med verdens største kommercielle laksefiskeri i Bristol Bay . Den har også en af de højeste koncentrationer af brune bjørne, der lever af laks, såvel som bær og anden vegetation. At se bjørne er en populær turistattraktion i Katmai National Park and Preserve . Dette område er også hjemsted for en række rensdyrbesætninger - Mulchatna-besætningen er den tredjestørste i staten. Den vestlige grænse for både rensdyr og bjørne er på Unimak Island, først i Aleut-kæden. Mere vestlige Aleutian Islands har ingen pattedyr større end en ræv . Om sommeren yngler mange arter af trækfugle på tundraen her, og der er mange store havfugle i Aleuterne.

## Transport
Der er kun små lokale vejsystemer i det sydvestlige Alaska. Kun få tætliggende landsbyer er forbundet af veje. Området trafikeres kun med luft, hav eller af floderne. Alaska Airlines 737 passagerfly betjener Bethel, King Salmon, Dillingham, Adak, Dutch Harbor og Kodiak. Bethel er også et bindeled mellem ankommende havpramme med gods eller brændstof og de mindre pramme, der fortsætter op ad Kuskokwim. Aniak, Iliamna og nogle andre samfund er tilgængelige via rutefly fra Anchorage på PenAir og mindre luftfartsselskaber. De små transportører skaber vigtige forbindelser til mindre samfund. Alaska Marine Highway-færger forbinder Kodiak Archipelago, Alaska-halvøen og nogle få Aleutian Island-samfund til havnene i det sydlige Alaska. En kombination af hav- og flodpramme er vigtige for samfundene langs Kuskokwim- og Yukon-floderne. 

## Floder
- Yukon floden
- Anvik å
- Innoko-floden
- Iditarod floden
- Kuskokwim-floden
- Aniak-floden
- Holitna-floden
- Stenet flod
- Big River
- Swift River
- Kvichak-floden
- Naknek-floden
- Newhalen floden
- Nushagak-floden
- Mulchatna-floden
- King Salmon River

## Søer
- Becharof søen
- Lake Clark
- Iliamna søen
- Naknek søen
- Lake Brooks
- Wood-Tikchik søerne

## Bjergkæder
nogenlunde fra vest til øst
- Nulato Hills
- Kaiyuh-bjergene
- Kilbuck-bjergene
- Portage bjerge
- russiske bjerge
- Hornbjerge
- Kuskokwim-bjergene

inklusive:
- - Sischu-bjergene
  - Mystery Mountains
  - Sunshine Mountains
  - Cripple Creek Mountains
  - Beaverbjergene
  - Wood River Mountains
  - Buckstock-bjergene
  - Kiokluk-bjergene
  - Chuilnik-bjergene
- Nushagak Hills
- Alaska Range

- - Åbenbaringsbjergene
  - Teocali-bjergene
  - Trimokish Hills
  - Terra Cotta bjergene
  - Tordrillo-bjergene
  - Neocola Mountains
- Aleutian Range

inklusive:

## Beskyttede områder
Det sydvestlige Alaska indeholder adskillige statslige og føderale beskyttede områder . Disse omfatter:
- Alaska Maritime National Wildlife Refuge
- Alaska Peninsula National Wildlife Refuge
- Aniakchak National Monument og Bevar
- Becharof National Wildlife Refuge
- Izembek National Wildlife Refuge
- Katmai National Park og Bevar
- Kodiak National Wildlife Refuge
- Lake Clark National Park og Preserve
- Togiak National Wildlife Refuge
- Wood-Tikchik State Park
- Yukon Delta National Wildlife Refuge